# Porto Alegre do Norte
Porto Alegre do Norte es un municipio brasilero del estado de Mato Grosso.

## Geografía

### Localización
El municipio de Porto Alegre do Norte está localizado en la región nordeste del estado de Mato Grosso, entre dos grandes ríos, Araguaia y Xingu, al margen izquierdo del río Xavantino afluente del río Araguaia y al lado del río Fontoura afluente del río Xingu, siendo una ciudad privilegiada por encontrarse en la parte central de una Microrregión formada por 14 municipios circunscritos.

### Población
Su población es del 80% residentes en el área urbana y el 20% en el área rural.Porto Alegre do Norte, es una ciudad que precisa del apoyo del gobierno tanto estatal, como federal, pues, sin estos, este índice de residentes rurales con certeza diminuiría.

### Economía
El municipio tiene una economía basada en la agricultura, ganadería y comercio.
Esa ciudad precisa de inversiones para favorecer la economía y para disminuir el índice de desempleados.

### Distritos
- Nova Floresta

### Río principal
- Tapirapé

### Carreteras
- BR-158

## Origen Histórico
Los orígenes de Porto Alegre do Norte están ligadas a los de Luciara, pues después del establecimiento de esta, por Lucio Pereira de la Luz, sus vaqueros José Domiciano, Dionel y José Barula subieron el río Tapirapé hasta llegar al lugar donde hoy se asienta Porto Alegre do Norte. Allí establecieron sus ranchos.
El primer nombre de la localidad fue Cedrolândia, debido a la gran cantidad de cedro (planta típica de la Amazonia muy usada en la construcción de muebles) allí encontrada. Con el discurrir del tiempo la población se concentró en los márgenes del río Tapirapé.
Los comerciantes llegaban en canoas, después de un viaje de 5 días caracterizado por el cansancio y el esfuerzo río arriba, conmemoraban la venta de sus mercancías con fiestas en el poblado, de esa forma el lugar se convertía en un “puerto bastante alegre”, pasando a ser conocido con esta denominación, que sustituyó a anterior.
La Ley 5.306, de 11 de junio de 1981 creó el distrito con el nombre de Porto Alegre. El municipio fue creado por la Ley 5.010, de 13 de mayo de 1986, con el nombre de Porto Alegre do Norte. Fue añadido el término “del Norte”, para distinguir el municipio mato-grossense de la Capital Gaúcha.